# Рожаночка
Рожа́ночка — річка  в Україні, у Сколівському районі Львівської області, права притока Рожанки (басейн Дністра).

## Опис
Довжина річки приблизно 6 км. Формується з багатьох безіменних струмків.

## Розташування
Бере початок на північному схилі вершини Менчіл. Тече переважно на південний захід і на північно-західній околиці села Нижньої Рожанки впадає у річку Рожанку, праву притоку Опору.